# Езје (Жер)
Езје (фр. Ayzieu) је насељено место у Француској у региону Миди Пирене, у департману Жерс.
По подацима из 2011. године у општини је живело 158 становника, а густина насељености је износила 11,42 становника/km².

## Демографија
| 1962. | 1968. | 1975. | 1982. | 1990. | 2011. |
| ----- | ----- | ----- | ----- | ----- | ----- |
| 254   | 235   | 207   | 163   | 141   | 158   |